# Linde (Familienname)
Linde ist ein Familienname.

## Namensträger

### A
- Albrecht von Linde (1944–2021), deutscher Unternehmer und Fußballfunktionär
- Anders Bo Leif Linde (1933–1970), schwedischer Komponist
- Andreas Linde (* 1993), schwedischer Fußballtorwart
- Andrei Dmitrijewitsch Linde (* 1948), russischer Physiker und Kosmologe
- Ann Linde (* 1961), schwedische Politikerin (SAP) und EU- und Handelsministerin in der Regierung Löfven
- Anselm van der Linde (* 1970), südafrikanisch-österreichischer Zisterzienserabt
- Antonius van der Linde (1833–1897), niederländischer Schachhistoriker, Bibliothekar, Theologe und Philologe

### B
- Bernard Van Der Linde (1946–2021), französischer Radrennfahrer
- Bernhard Linde (1886–1954), estnischer Schriftsteller, Übersetzer und Verleger
- Bertil Linde (1907–1990), schwedischer Eishockeyspieler
- Bodo E. Linde (* 1970), deutscher Autor
- Brad Linde (* 1979), US-amerikanischer Jazzmusiker

### C
- CJ van der Linde (* 1980), südafrikanischer Rugbyspieler
- Carl von Linde (1842–1934), deutscher Ingenieur und Gründer der heutigen Linde AG
- Carl van der Linde (1861–1930), deutscher Dichter
- Claudia Bohrmann-Linde (* 1974), deutsche Chemiedidaktikerin
- Cornelia Linde (* 1978), deutsche Historikerin

### D
- David Linde (* 1960), US-amerikanischer Filmproduzent
- Dennis Linde (1943–2006), US-amerikanischer Countrysongschreiber
- Dylan Linde (* 1980), US-amerikanischer Pokerspieler

### E
- Edward Linde-Lubaszenko (* 1939), polnischer Schauspieler
- Erdmann Linde (* 1943), deutscher Politiker (SPD) und ehemaliger Fernsehfunktionär
- Ernst Linde (1864–1943), deutscher Lehrer und pädagogischer/didaktischer Schriftsteller, Herausgeber der Allgemeinen Deutschen Lehrerzeitung
- Etienne van der Linde (* 1978), südafrikanischer Rennfahrer

### F
- Frank Linde (* 1963), deutscher Ökonom und Hochschullehrer
- Friedrich Linde (1870–1965), deutscher Physiker und Unternehmensmanager
- Fritz Linde (Heimatdichter) (1882–1935), deutscher Heimatdichter
- Fritz Linde (Politiker) (1917–1967), deutscher Politiker (FDP)

### G
- Gesche Linde (* 1965), deutsche evangelische Theologin
- Gottfried von der Linde (??–1379), Marschall des Deutschen Ordens
- Guilherme von Linde (1870–nach 1945), schwedischstämmiger, brasilianischer Geschäftsmann
- Gunnel Linde (1924–2014), schwedische Schriftstellerin
- Günter Linde (Journalist) (1912–1992), deutscher Journalist und Sachbuchautor
- Günter Linde (Politiker) (1926–2016), deutscher Politiker, Bremer Bürgerschaftsabgeordneter (SPD)

### H
- Hans Linde (Soziologe) (1913–1993), deutscher Soziologe und Hochschullehrer
- Hans Linde (Politiker) (* 1979), schwedischer Politiker (Vänsterpartiet)
- Hans A. Linde (1924–2020), US-amerikanischer Jurist und Hochschullehrer
- Hansjoachim Linde (1926–2020), deutscher Arzt und Sanitätsoffizier
- Hans-Martin Linde (* 1930), deutscher Blockflötist
- Heinrich Eduard Linde-Walther (1868–1939), deutscher Maler und Illustrator
- Hennie van der Linde, südafrikanischer Autorennfahrer
- Hermann Linde der Ältere (1831–1918), deutscher Apotheker und Fotograf
- Hermann Linde (Maler) (1863–1923), deutscher Maler
- Hermann Linde (Manager) (1917–2015), deutscher Physiker und Manager
- Horst Linde (1912–2016), deutscher Architekt und Hochschullehrer
- Horst van der Linde (* 1925), deutscher Bauingenieur, Unternehmer und Segler
- Hubert Linde (1867–1926), polnischer Politiker

### J
- Jasper Linde (vor 1491–1524), deutscher Geistlicher, Erzbischof von Riga
- Johan Linde (* 1983), australischer Boxer
- Johann Wilhelm Linde (1760–1840), deutscher Pfarrer und Schulinspektor in Danzig
- Jürgen Linde (* 1935), deutscher Jurist, Verwaltungsbeamter und Politiker (SPD)
- Joseph von Linden (1728) (1728–1804), österreichischer Generalmajor
- Josef Wilhelm von der Linde (vor 1775–nach 1818), preußischer Oberstleutnant und Kommandeur
- Justin von Linde (1797–1870), deutscher Jurist, Beamter und Politiker

### K
- Karl Linde (um 1830–1873), deutscher Maler, Bildhauer und Lithograf, tätig in Brasilien
- Kasper Linde Jørgensen (* 1984), dänischer Radrennfahrer
- Kurt Linde (1895–1962), deutscher Generalmajor

### L
- Liza Linde (* 1989), slowenisch-deutsche Übersetzerin
- Lorenz von der Linde (1610–1670), schwedischer Feldmarschall
- Lothar Linde (1899–1979), deutscher Anthroposoph, Eurythmist und Schauspieler

### M
- Max Linde (1862–1940), deutscher Augenarzt, Mäzen und Kunstsammler

### N
- Nils Linde (1890–1962), schwedischer Hammerwerfer
- Nina Linde (* 1980), deutsche Eishockeyspielerin

### O
- Otfried K. Linde (1932–2019), deutscher Pharmazeut
- Otto Linde (Pharmazeut) (1858–1937), deutscher Pharmazeut und Hochschullehrer
- Otto Linde (Architekt) (1871–1958), deutscher Architekt
- Otto zur Linde (1873–1938), deutscher Schriftsteller
- Otto von der Linde (1892–1984), deutscher Offizier

### P
- Petra von der Linde (* 1942), deutsche Schauspielerin

### R
- Rainer Zur Linde (1943–2015), deutsch-schweizerischer Schauspieler und Hörspielsprecher
- Ralf zur Linde (* 1969), deutscher Spieleautor
- Richard Linde (Heimatforscher) (1860–1926), deutscher Lehrer und Heimatforscher
- Richard Linde (Widerstandskämpfer) (1880–1965), deutscher Widerstandskämpfer gegen den Nationalsozialismus
- Rudolf von Linde (1831–1913), deutscher evangelischer Geistlicher, Konsistorialrat und Schriftsteller
- Ruth Maria Linde-Heiliger (1916–1996), deutsche Holzbildhauerin

### S
- Samuel Linde (1771–1847), polnischer Sprachwissenschaftler

### U
- Ulf Linde (1929–2013), schwedischer Kunstkritiker, Schriftsteller, Jazzmusiker und Komponist

### V
- Verena Zur Linde (1871–1962), deutsche Schriftstellerin

### W
- Werner von Linde (1904–1975), deutscher Sportler und Sportfunktionär
- Werner Linde (Basketballspieler) (* 1944), australischer Basketballspieler
- Werner Linde (Mathematiker) (* 1947), deutscher Mathematiker und Hochschullehrer
- Wilhelm von Linde (1848–1922), deutscher General der Infanterie
- Winfried Werner Linde (1943–2024), österreichischer Autor